# Первинна пухлина
Первинна пухлина — це пухлина, що росте в місці де почалася її прогресія та продовжилася з утворенням злоякісної пухлини. Більшість твердих злоякісних пухлин розвиваються на місці первинного утворення, але це призводить до метастазування або поширення на інші частини тіла. Такі пухлини називають вторинними пухлинами.
Більшість видів злоякісних пухлин продовжують називати за місцем первинного утворення, як, наприклад, рак молочної залози або рак легенів, навіть після того, як вони поширилися на інші частини тіла. Злоякісна пухлина невідомого первинного походження — це пухлина, яку визначено як метастатичну, проте її первинну пухлину неможливо ідентифікувати.